# Gladde sponspootkrab
De gladde sponspootkrab (Inachus phalangium) is een krab uit de familie Inachidae, die zeer zeldzaam is voor de Nederlandse en Belgische kust. Recent kan de krab zich in de Oosterschelde hebben gevestigd (Faasse, 1990 en Adema, 1991).

## Anatomie
De gladde sponspootkrab heeft een driehoekig carapax, met een maximale lengte van 20 mm. De relatief kort gesteelde ogen zijn terugklapbaar. De voorste rand van het rugschild bezit een kort tweetandig rostrum. De rugzijde van de carapax draagt stompe stekels die minder geprononceerd zijn dan bij de verwante gestekelde sponspootkrab (I. dorsettensis). Het gehele lichaam, poten incluis, is bovendien bedekt met korte, haakvormige en rechte setae. De schaarpoten zijn vrij kort en dikker dan de slanke pereopoden. De kleur is meestal bruin tot roodbruin.

## Verspreiding en ecologie
De gladde sponspootkrab komt voor op gemengde bodems met stenen, grind of zand, vaak in de nabijheid van de wasroos (Anemone sulcata) of tussen de rizoiden van grote bruinwieren (Laminaria), vanaf de getijdenzone tot op 50 m diepte. Het is een Oost-Atlantische soort die gevonden wordt van het midden van Noorwegen tot in Senegal en de archipel Kaapverdië. Ze wordt ook aangetroffen in de Middellandse Zee.

Ze eten hydroïdpoliepen, borstelwormen, kleine kreeftachtigen, weekdieren, slangsterren, mosdiertjes en zeegrondels (Gobiidae). Ze camoufleren zich actief met poliepen en sponzen. Vooral de gewone broodspons (Halichondria panicea) wordt hierbij gebruikt.